# 三號謝菲爾茲鎮區 (北卡羅萊納州穆爾縣)
三號謝菲爾茲鎮區（英語：Township 3, Sheffields）是位於美國北卡羅萊納州穆爾縣的一個鎮區。

## 地方資料
三號謝菲爾茲鎮區的面積為191.66平方千米，當中陸地面積為191.34平方千米，而水域面積為0.32平方千米。根據2020年美國人口普查的數據，當地共有人口5185人，而人口密度為每平方千米27.05人。